# Cylindropuntia prolifera
Cylindropuntia prolifera, conocida comúnmente como choya californiana, es una especie de planta suculenta perteneciente al género Cylindropuntia, dentro de la familia Cactaceae. Se distribuye desde el sur de California (Estados Unidos) hasta el noroeste de México (concretamente en los estados mexicanos de Baja California y Sonora). Además se ha introducido en España y Australia Meridional, donde se considera una especie invasora.

## Descripción
Cylindropuntia prolifera es una especie de cactus que crece como un arbusto o pequeño árbol, alcanzando alturas de 0,6 a 2,5 m. Los tallos son erectos, articulados y están formados por segmentos ligeramente inclinados que se desprenden con facilidad. Cada uno de ellos mide de 4 a 15 cm de largo y de 3,5 a 5 cm de diámetro. Son de forma cilíndrica, tienen la epidermis de color gris verdoso y presentan tubérculos que sobresalen.

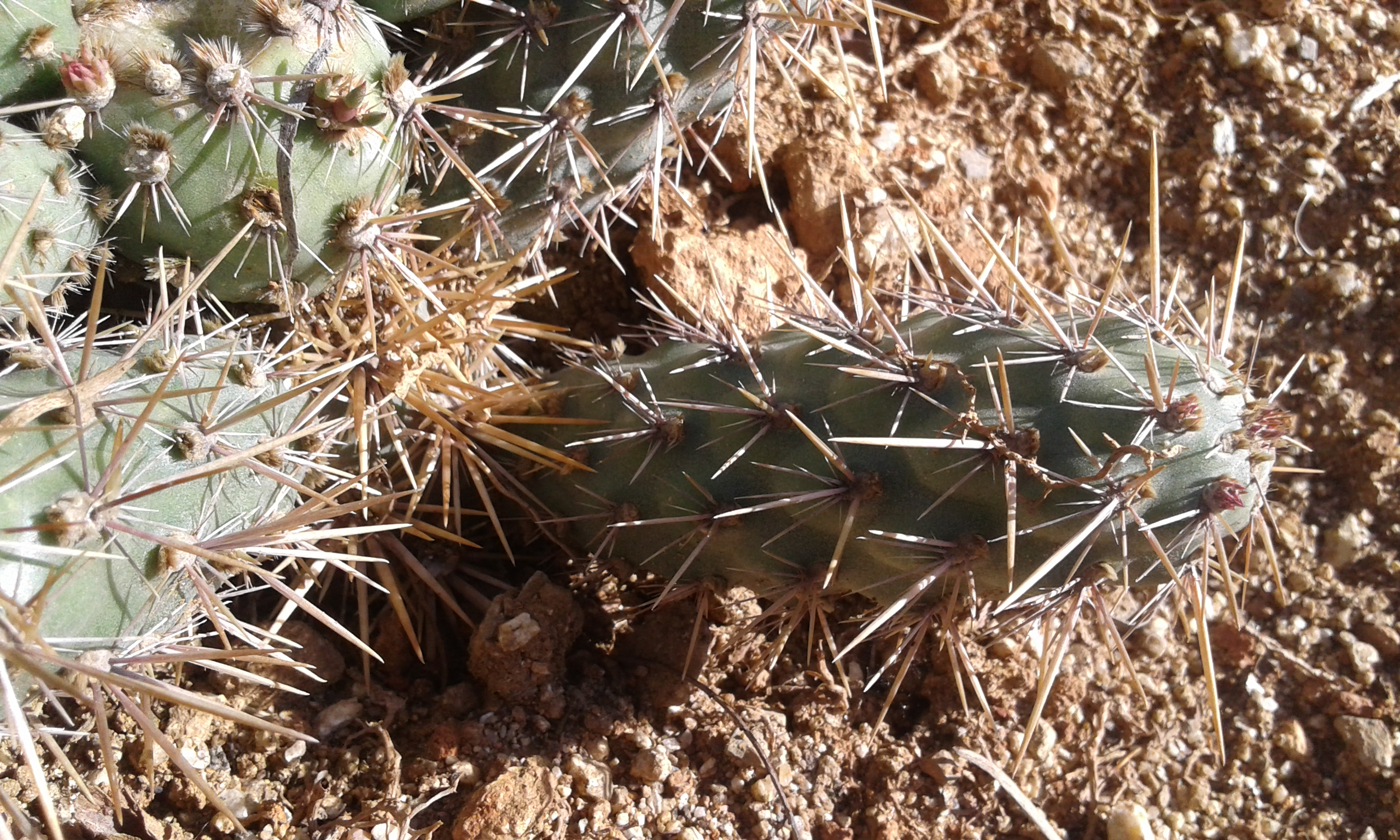
Detalle de las espinas

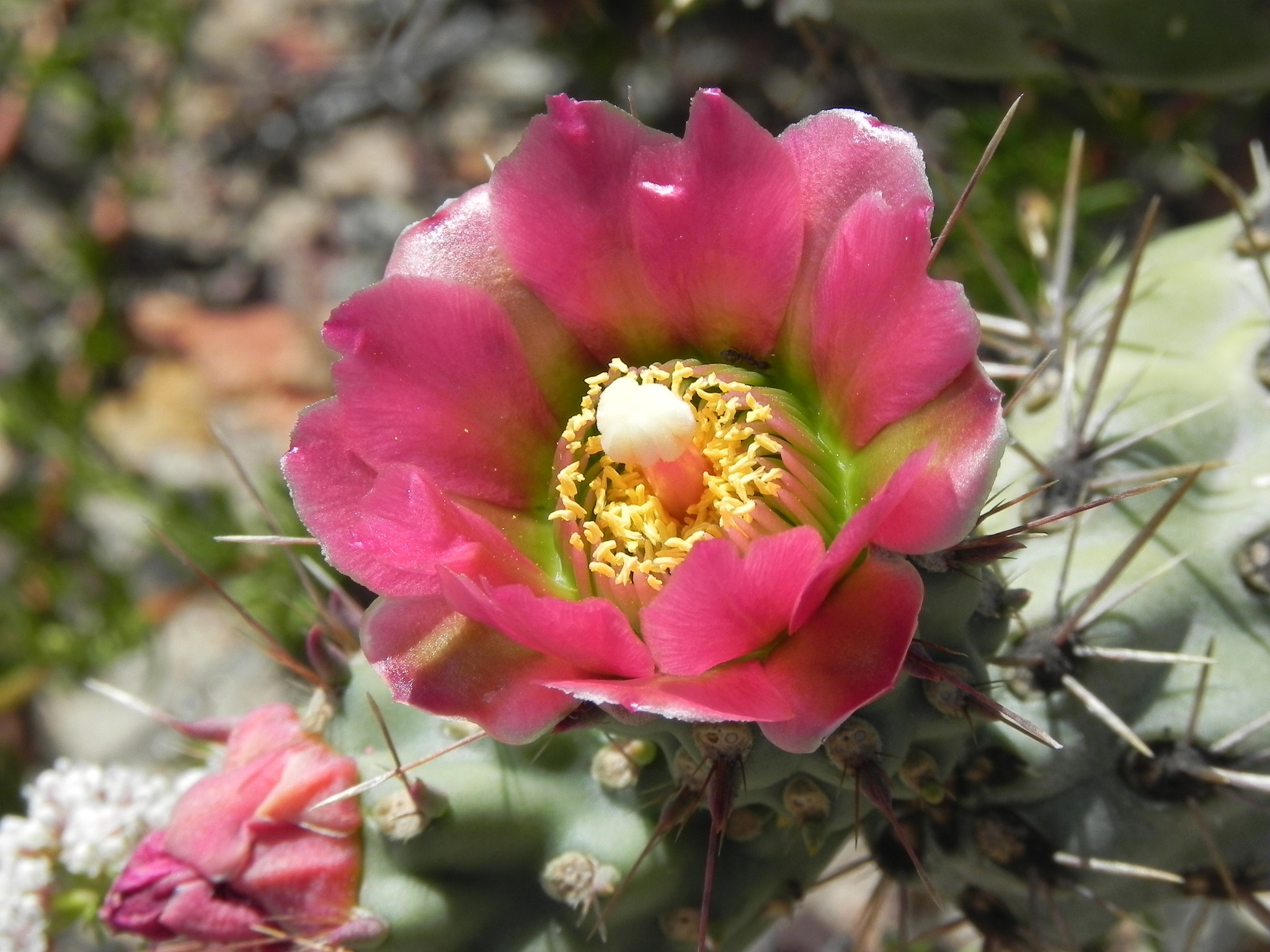
Detalle de la flor

Sobre los tallos se asientan areolas lanudas algo redondeadas y son de color canela, aunque se tornan negras con la edad. Poseen gloquidios de color amarillo a marrón y miden de 0,5 a 2,5 mm de largo. También tienen de 6 a 12 espinas presentes en casi todas las areolas (excepto en las inferiores) y están cubiertas por una vaina epidérmica brillante de color marrón amarillento claro que parece de papel. Están extendidas, tienen forma de aguja y las inferiores aparecen curvadas hacia abajo. Son de color marrón rojizo a marrón oscuro y llegan a medir hasta 2 cm de largo.

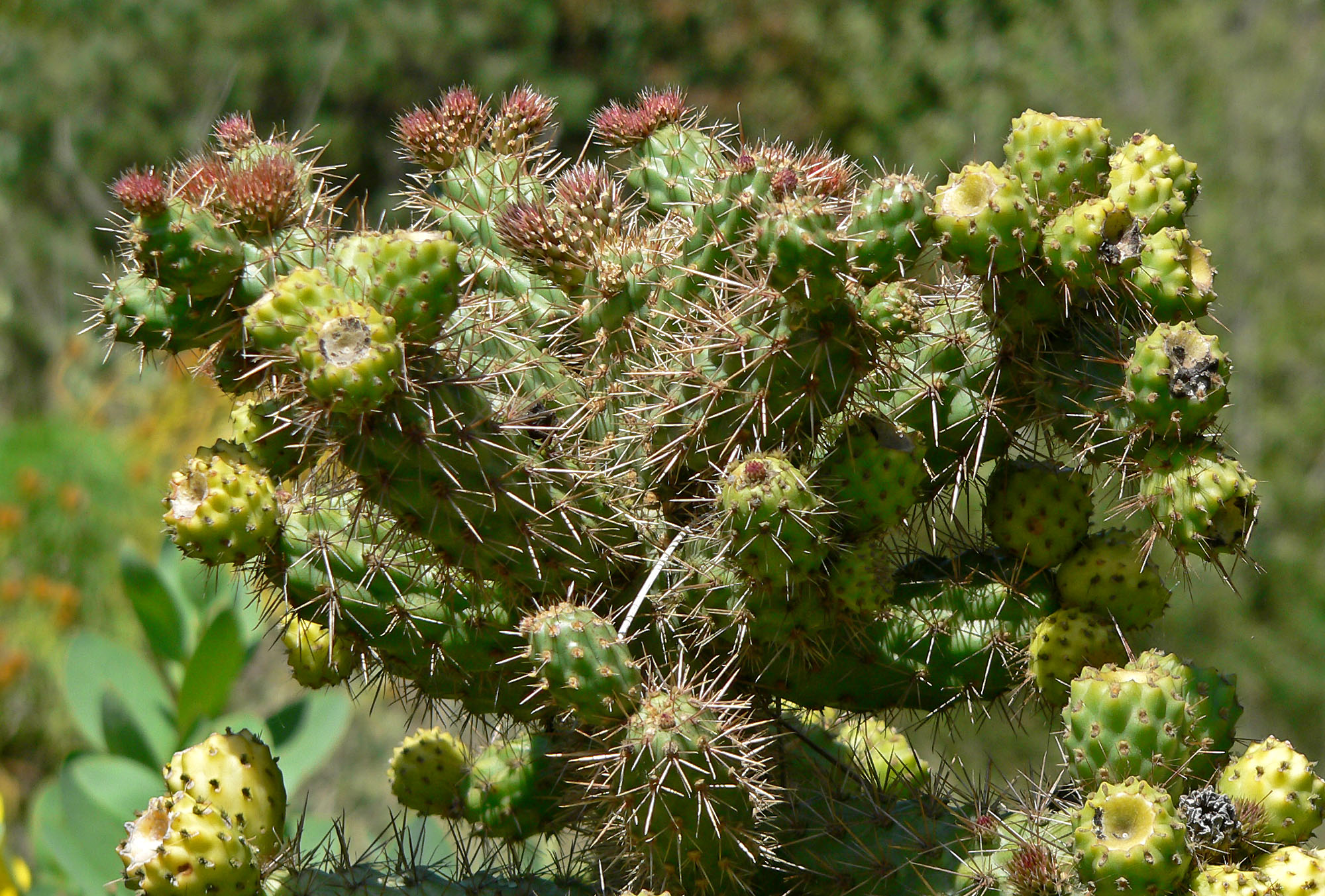
Detalle de los frutos

Las flores son de color rosa a magenta, se abren durante el día (diurnas) y son polinizadas por abejas. Los frutos tienen forma de trompetilla, son generalmente estériles y miden de 2,1 a 3,5 cm de largo, con un diámetro que va de 2 a 3,2 cm. Son carnosos y suelen formar cadenas cortas y verticales de 2 a 5 frutos.

## Distribución y hábitat
El área de distribución nativa de esta especie abarca desde el sur de California (Estados Unidos) hasta el noroeste de México (concretamente en los estados mexicanos de Baja California y Sonora). Además se ha introducido en España y Australia Meridional, donde se considera una especie invasora.

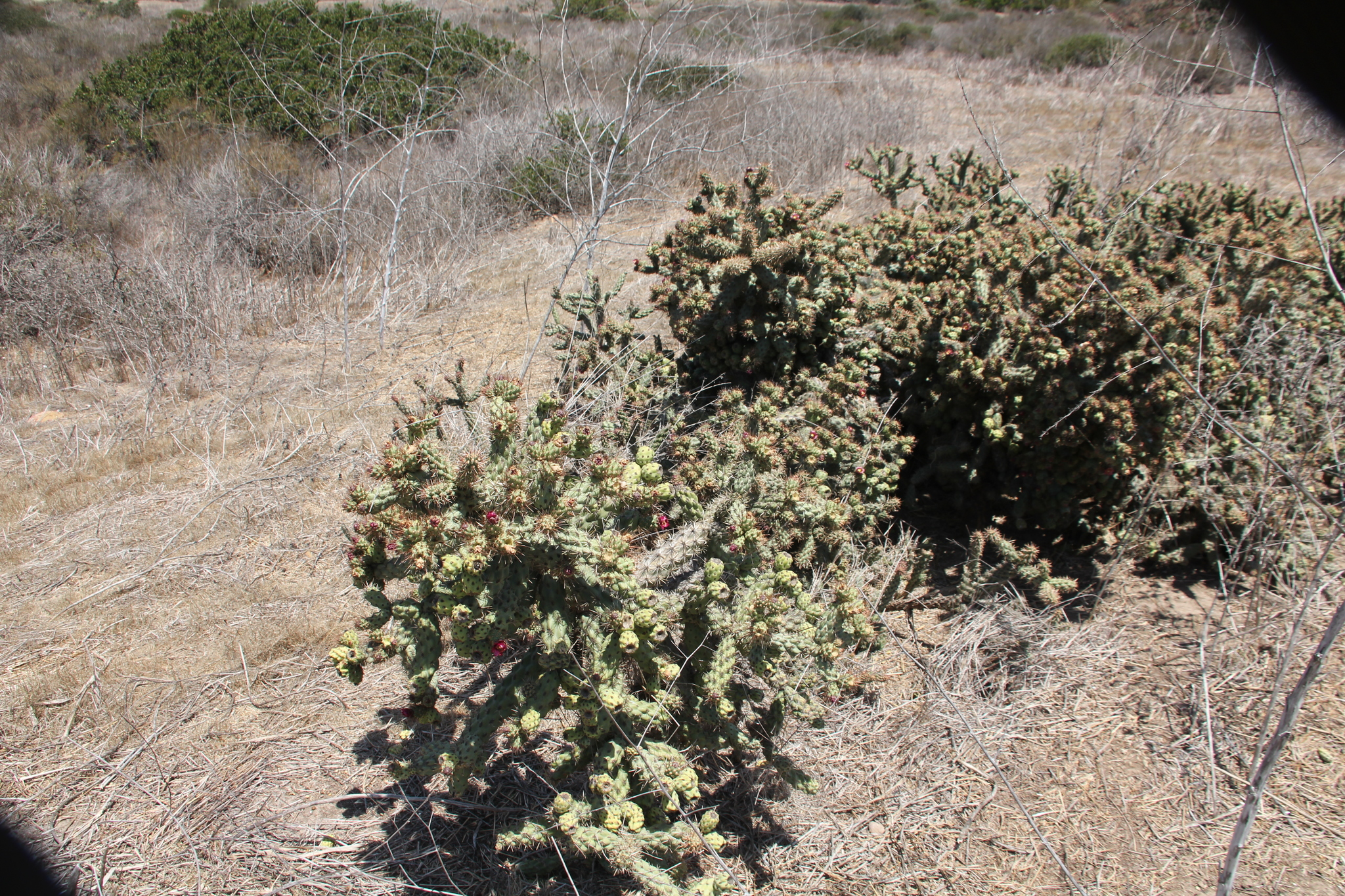
En su hábitat

Crece principalmente en biomas desérticos o de matorral seco, desde la costa hasta los 300 metros de altitud.

### Carácter invasor en España

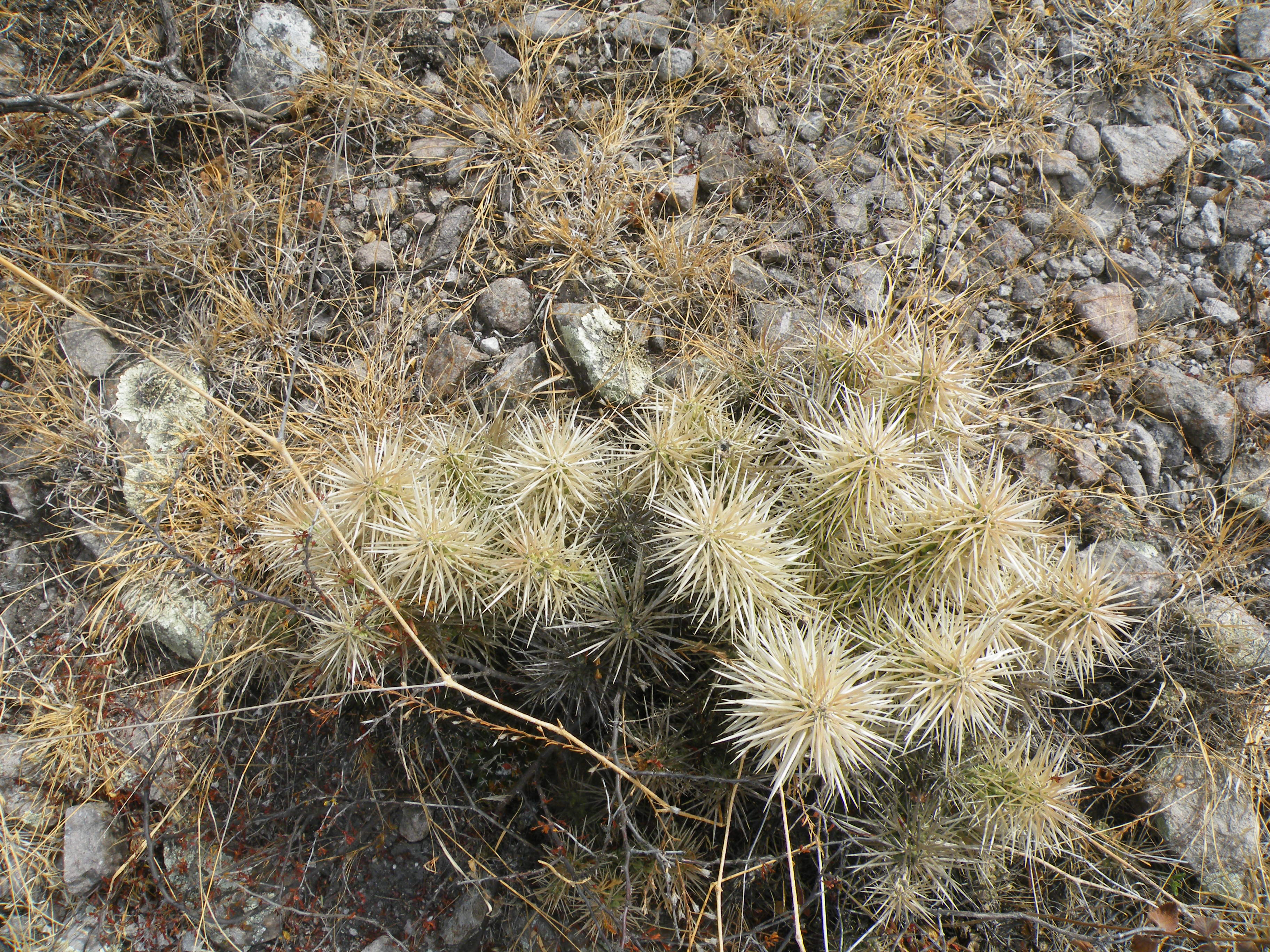
Porte de la planta

Debido a su potencial colonizador y constituir una amenaza grave para las especies autóctonas, los hábitats o los ecosistemas, todo el género Cylindropuntia ha sido incluido en el Catálogo Español de Especies Exóticas Invasoras, regulado por el Real Decreto 630/2013, de 2 de agosto, estando prohibida en España su introducción en el medio natural, posesión, transporte, tráfico y comercio.

## Taxonomía
La primera descripción de esta especie fue como Opuntia prolifera, publicada en 1852 por el botánico alemán George Engelmann en la revista ilustrada American Journal of Science, and Arts, ser. 2, 14: 338.
Posteriormente, el botánico danés Frederik Marcus Knuth colocó la especie en el género Cylindropuntia, pasando a llamarse Cylindropuntia prolifera y anotando estos cambios en el libro Den Nye kaktusbog: 132 en el año 1930.
Etimología
- Cylindropuntia: nombre genérico formado por dos palabras: el sustantivo griego kýlindros (que significa 'cilindro') y el género Opuntia, (con el que el género tiene similitudes), haciendo referencia a la forma cilíndrica de los tallos de las plantas.[7]
- prolifera: epíteto específico latino que significa 'que prolífera, que produce retoños', haciendo referencia a la forma de crecimiento de la especie, formando matorrales impenetrables.[8]

## Estado de conservación
En la Lista Roja de Especies Amenazadas de la UICN, la especie está clasificada como de “Preocupación Menor (LC)”.
No se conocen amenazas importantes para la conservación de esta especie, aunque en la parte estadounidense algunas poblaciones están siendo afectadas por la expansión urbana.

## Usos
Se cultiva raramente como planta ornamental y su propagación se realiza principalmente a través de esquejes.